# Liberté (Algerien)
Liberté war eine algerische Tageszeitung. Sie erschien von 1992 bis 2022 in französischer Sprache. Sitz der Redaktion war El Achour in Algier. Liberté war im Besitz privater Eigentümer und politisch weitgehend unabhängig. Herausgeber war Hassane Ouali.
Im August 2003 musste Liberté temporär das Erscheinen einstellen. Behauptet wurde, dass Schulden bei der staatlichen Druckerei aufgelaufen seien. Liberté und fünf weitere Zeitungen sollten innerhalb kurzer Zeit zusammen 350 Millionen Dinar (44 Millionen USD) bezahlen. Die Redakteure sahen darin eine Maßnahme der Regierung, die Pressefreiheit einzuschränken.
Während ihres Bestehens wurden zwei Mitarbeiter der Zeitung von Islamisten erschossen.
Ende März 2022 beschloss der Hauptaktionär trotz „Verwunderung“ der Nichtbeteiligten die Einstellung der Zeitung. In einer Petition unterstützten Akademiker, Forscher und Künstler den Fortbestand der pluralistischen Stimme im Land. Die letzte Ausgabe erschien am 14. April 2022. Im Abschiedsbrief im Webauftritt war zu lesen: „Die Dämonen des Gestern gewinnen wieder an Kraft, während die Räume der Moderne verschwinden.“